# 宗福寺 (世田谷区)
宗福寺（そうふくじ）は、東京都世田谷区にある浄土宗系の単立寺院。「烏山寺町」を構成する26の寺院の1つである。

## 概要
安土桃山時代、青蓮社浄誉上人（1602年寂）によって開山された。元々は、現在の東京都荒川区西日暮里の道灌山の下に位置していた。
1929年（昭和4年）、都市再開発事業で道路予定地となったため、現在地に移転した。
本尊は阿弥陀如来像で、行基の作と伝えられている。

## 交通アクセス
- 千歳烏山駅より徒歩15分。